# Télécommunications en Mongolie
Cet article traite des moyens de télécommunication en Mongolie.

## Téléphone
En 2009, 188 900 lignes de téléphone fixe sont ouvertes dans le pays et on y compte 2,249 millions d'utilisateurs de téléphone portable. L'indicatif international est le 976.

## Internet
En 2008, on compte 333 000 utilisateurs d'internet en Mongolie. Le domaine national de premier niveau est .mn.

## Radio
Le pays comporte une centaine de chaines de radio, dont une vingtaine à Oulan-Bator.

## Télévision
- Mongolian National Broadcaster (MNB)
- Mongol TV (МонголTV)